# خرزة ملتفة الساق
الخرزة ملتفة الساق أو عدو (باللاتينية: Halopeplis amplexicaulis) نوع نباتي يتبع جنس الخرزة من الفصيلة القطيفية.

## الموئل والانتشار
موطنها بلاد الشام ومصر والمغرب العربي وقبرص وتركيا وإسبانيا والبرتغال وإيطاليا وألبانيا.

## مرادفات للاسم العلمي
- (باللاتينية: Salicornia amplexicaulis Vahl)